# Staroje Igłajkino
Staroje Igłajkino (ros. Старое Иглайкино) – wieś (dieriewnia) w Rosji, w Tatarstanie, w rejonie nurłackim. W 2021 liczyła 48 mieszkańców, głównie Czuwaszy.